# 萊西喬沃市鎮
42°21′00″N 24°07′01″E / 42.35°N 24.117°E

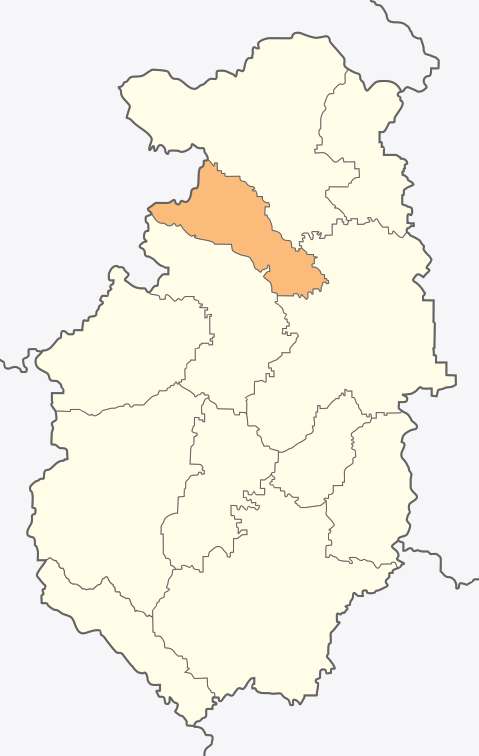

萊西喬沃市，是保加利亞的城鎮，位於該國西南部，由帕扎爾吉克州負責管轄，首府設於萊西喬沃，面積209.43平方公里，2005年人口5,851，人口密度每平方公里28人。